# Camptotheca
Camptotheca (срећно дрво, канцерске дрво, или дрво живота) је род листопадног дрвећа средње величине које расте до 20 м висине. Његово природно станиште је Кина и Тибет. Овај род се обично уврштава у тупело фамилију Nyssaceae.
Постоје две врсте:
- Camptotheca acuminata
- Camptotheca lowreyana

Кора и стабљика C. acuminata дрвета садрже алкалоид камптотецин. Неколико једињења изведених из камптотецина су у испитивањима или се користе као лекови за третман канцера, укључујући иринотекан, топотекан, рубитекан.